# لوژنیتشکی
لوژنیتشکی (به چکی: Luženičky) یک منطقهٔ مسکونی در جمهوری چک است که در ناحیه دوماژلیتسه واقع شده‌است. لوژنیتشکی ۶٫۲۸ کیلومتر مربع مساحت و ۳۲۰ نفر جمعیت دارد و ۴۶۲ متر بالاتر از سطح دریا واقع شده‌است.